# Кхендум Чоден
Кхендум Чоден (англ. Khendum Choden) — бутанская поэтесса и писательница, первой в стране получившая докторскую степень.

## Биография
Кхендум Чоден является дочерью бутанского дипломата. Она также жила в Бангладеш, Индии и США. Чоден училась в Yangchenphug Higher Secondary School в Тхимпху, затем в Humanities High School в Нью-Йорке, которую окончила в 2001 году. В 2005 году она окончила Университет штата Нью-Йорк в Стоуни-Брук, а в 2013 году получила докторскую степень в области международного бизнеса и информационных систем в Техасском университете в Эль-Пасо. В Техасском университете Чоден была удостоена стипендии Додсона и стипендии Маркуса Джонатана Ханта. Доктор Чоден преподаёт в Georgian Court University в Нью-Джерси.
Во время учёбы в Техасском университете Кхендум Чоден основала Бутанскую студенческую ассоциацию и была её президентом. Она также организовала сбор средств пострадавшим от землетрясения в Бутане в 2009 году.

## Публикации
- Kallol Bagchi, Purnendu Mandal and Khendum Choden. «Trust or Cultural Distance—Which Has More Influence in Global Information and Communication Technology (ICT) Adoption?.» Proceedings of the International Conference on Managing the Asian Century. Springer Singapore, (2013).[4]
- Khendum Choden. «Three essays employing cultural value theories to explain individual and national differences in ICT use/adoption and media utilization among multiple nations.» (2013).[5]
- Khendum Choden, et al. «Do Schwartz’s Value Types Matter in Internet Use of Individual Developing and Developed Nations?.» (2010).[6]
- Choden K., Mahmood M. A., Mukhopadhyay S., Luciano E. (2009). Organizational Preparedness for Information Security Breaches: An Empirical Investigation. Decision Sciences Institute Conference proceedings